# Св. св. Петър и Павел (Върбяни)
Вижте пояснителната страница за други значения на Свети апостоли Петър и Павел.
„Св. св. Петър и Павел“ или „Свети Петър“ (на македонска литературна норма: „Св. св. Петар и Павле“) е православна църква в охридското село Върбяни, Северна Македония. Църквата е под управлението на Дебърско-Кичевската епархия на Македонска православна църква.
Храмът е разположен на 500 m източно от Върбяни и е изграден върху по-стара църква – в апсидата са вградени бигорни камъни от по-стария храм, а наоколо има стари гробове. В храма има два надписа – единият на три реда на северната стена казва, че темелният камък на църквата е поставен на 1 април 1938 година, а вторият на западната стена казва, че храмът е изписан от дебърския иконописец Йордан Доневски.